# Striamea magna
Striamea magna är en spindelart som beskrevs av Raven 1981. Striamea magna ingår i släktet Striamea och familjen Dipluridae.
Artens utbredningsområde är Colombia. Inga underarter finns listade i Catalogue of Life.